# La Pine
La Pine és una població dels Estats Units a l'estat d'Oregon. Segons el cens del 2000 tenia 5.799 habitants.

## Demografia
Segons el cens del 2000, La Pine tenia 5.799 habitants, 2.331 habitatges, i 1.699 famílies. La densitat de població era de 76,3 habitants per km².
Dels 2.331 habitatges en un 26,6% hi vivien nens de menys de 18 anys, en un 61,3% hi vivien parelles casades, en un 7,3% dones solteres, i en un 27,1% no eren unitats familiars. En el 20,8% dels habitatges hi vivien persones soles el 10,3% de les quals corresponia a persones de 65 anys o més que vivien soles. El nombre mitjà de persones vivint en cada habitatge era de 2,47 i el nombre mitjà de persones que vivien en cada família era de 2,82.
Per edats la població es repartia de la següent manera: un 23% tenia menys de 18 anys, un 4,9% entre 18 i 24, un 22,5% entre 25 i 44, un 28,8% de 45 a 60 i un 20,7% 65 anys o més.
L'edat mediana era de 45 anys. Per cada 100 dones de 18 o més anys hi havia 98,7 homes.
La renda mediana per habitatge era de 29.859 $ i la renda mediana per família de 33.938 $. Els homes tenien una renda mediana de 30.457 $ mentre que les dones 20.186 $. La renda per capita de la població era de 15.543 $. Aproximadament el 9,5% de les famílies i el 13,2% de la població estaven per davall del llindar de pobresa.

## Poblacions més properes
El següent diagrama mostra les poblacions més properes.